# Teun Mulder
Teunis Mulder, detto Teun (18 giugno 1981), è un pistard olandese.

## Palmarès

### Olimpiadi
- 1 medaglia:
  - 1 bronzo (Londra 2012 nel keirin)

### Mondiali
- 9 medaglie:
  - 3 ori (Los Angeles 2005 nel keirin; Manchester 2008 nel km a cronometro; Ballerup 2010 nel km a cronometro)
  - 3 argenti (Los Angeles 2005 nella velocità a squadre; Manchester 2008 nel keirin; Apeldoorn 2011 nel km a cronometro)
  - 3 bronzi (Manchester 2008 nella velocità a squadre; Pruszków 2009 nel keirin; Apeldoorn 2011 nel keirin)